# 유엔 환경 계획 금융 이니셔티브
유엔 환경 계획 금융 이니셔티브(United Nations Environment Programme Finance Initiative, 이하 UNEP FI)는 유엔 환경 계획(UNEP)과 금융부문 간의 공공-민간 파트너십이다. 전 세계 대표적인 은행, 투자펀드사, 보험사 등 200여 금융기관들이 회원으로 등록되어 있다.
UNEP FI는 금융기관의 전반적인 경영활동이 지속가능성을 바탕으로 이루어지는 것을 목표로 한다. 여기에서 지속가능한 경영활동이라 함은 환경∙사회∙지배구조(ESG) 요인들을 고려하는 리스크 분석을 통한 경영활동이다.
UNEP FI는 리서치와 가이드라인을 통하여 금융기관에게 지속가능금융에 관한 가장 최신 동향과 정보를 제공하고 공유한다. 또한 다양한 컨퍼런스, 세미나 및 트레이닝 워크샵을 열어 금융기관들의 국제적 수준의 리더십 확립을 위해 노력하고 있으며, 정부 및 시민사회의 주요 이해관계자의 네트워크는 물론 금융기관 간의 국제적 네트워크도 형성하고 있다. 그리고 국제회의에서 다양한 부문 및 지역별 그룹에 참여해 국제적 어젠다를 작성하고 발표하는 활동도 진행 중이다. 대표적인 예로 UNEP FI는 2006년 책임투자원칙(Principles for Responsible Investment, 약칭 PRI)을 작성하여 현재까지 900개 이상의 서명기관이 참여하게 하였다.

## 배경
1991년 소수의 상업은행들과 유엔환경계획 기업 운영에서 발생하는 환경적 영향에 책임질 것을 함께 인식하는 것에서 시작하여 1992년에는 유엔환경계획 금융기관 이니셔티브, 1995년에는 UNEP 보험기관 이니셔티브가 출범했다. 두 이니셔티브는 2003년에 통합되어 현재의 파트너십 형태로 발전했다.

## 선언서
UNEP FI의 근간인 UNEP FI 선언서에는 회원기관들이 지속가능성 원칙을 지킬 수 있도록 하는 기본적인 가이드라인이 담겨 있다. 이 선언서는 강제력이 없어 회원기관들에 의무를 부여하지는 않지만 회원기관들이 지속가능성을 위한 자발적 노력을 다할 것을 강조한다.
서명기관은 소정의 회비를 내야 이니셔티브의 회원기관이 될 수 있다. 회원을 두는 이유는 기업의 지속가능경영발전이 TBL원칙(triple bottom line principle)을 촉진하여 이익을 증대시킬 수 있기 때문이다. 이는 대출기업과 투자기업에 더 발전된 기업사회책임을 통한 인센티브로 작용한다.(Caroll, 1999)

## 글로벌 라운드테이블
UNEP FI는 2년마다 ‘글로벌 라운드테이블’이라는 이름으로 국제 정상회담을 개최한다. 정상회담의 목적은 공공부문과 민간부문이 지속가능금융 문제에 대해서 논의할 기회를 마련하는 것이다. 1994년 스위스의 제네바에서 제 1회 글로벌 라운드테이블이 성공적으로 열린 이후로, 글로벌 라운드테이블은 매번 주요 국제 어젠다를 발표하는 행사들을 개최하면서 성장해 왔다. 매 정상회담은 각각 다른 도시에서 열린다.